# Округ Мичел (Канзас)
Округ Мичел (енгл. Mitchell County) је округ у америчкој савезној држави Канзас. По попису из 2010. године број становника је 6.373. Седиште округа је град Белојт.

## Демографија
Према попису становништва из 2010. у округу је живело 6.373 становника, што је 559 (8,1%) становника мање него 2000. године.
| Група             | 2000.         | 2010.         |
| Белци             | 6.732 (97,1%) | 6.197 (97,2%) |
| Афроамериканци    | 36 (0,5%)     | 13 (0,2%)     |
| Азијати           | 21 (0,3%)     | 19 (0,3%)     |
| Хиспаноамериканци | 61 (0,9%)     | 73 (1,1%)     |
| Укупно            | 6.932         | 6.373         |